# Abbigliamento bizantino

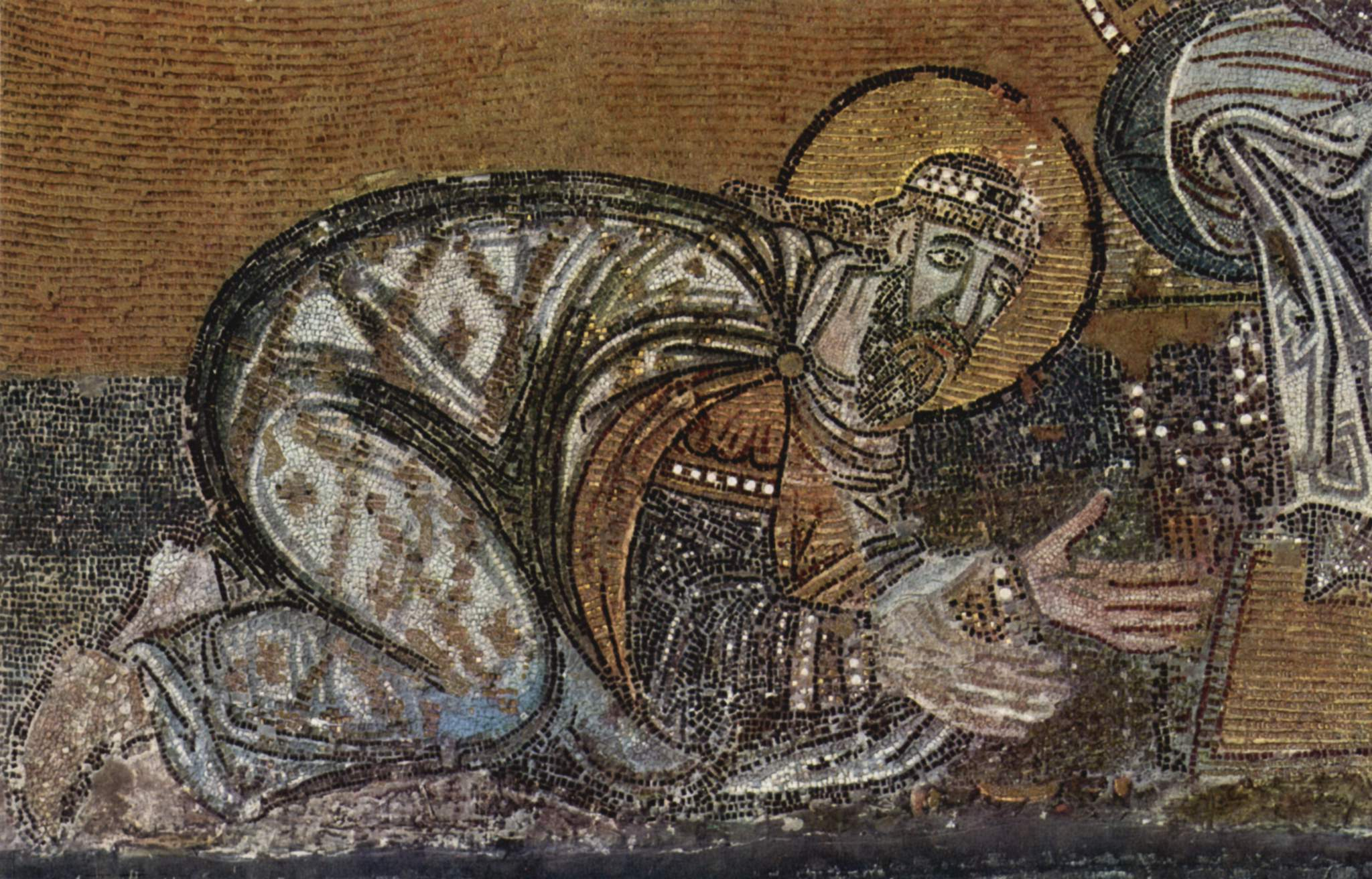
Immagine di Leone VI il Saggio ai piedi di Gesù, mosaico della Basilica di Santa Sofia (Istanbul).

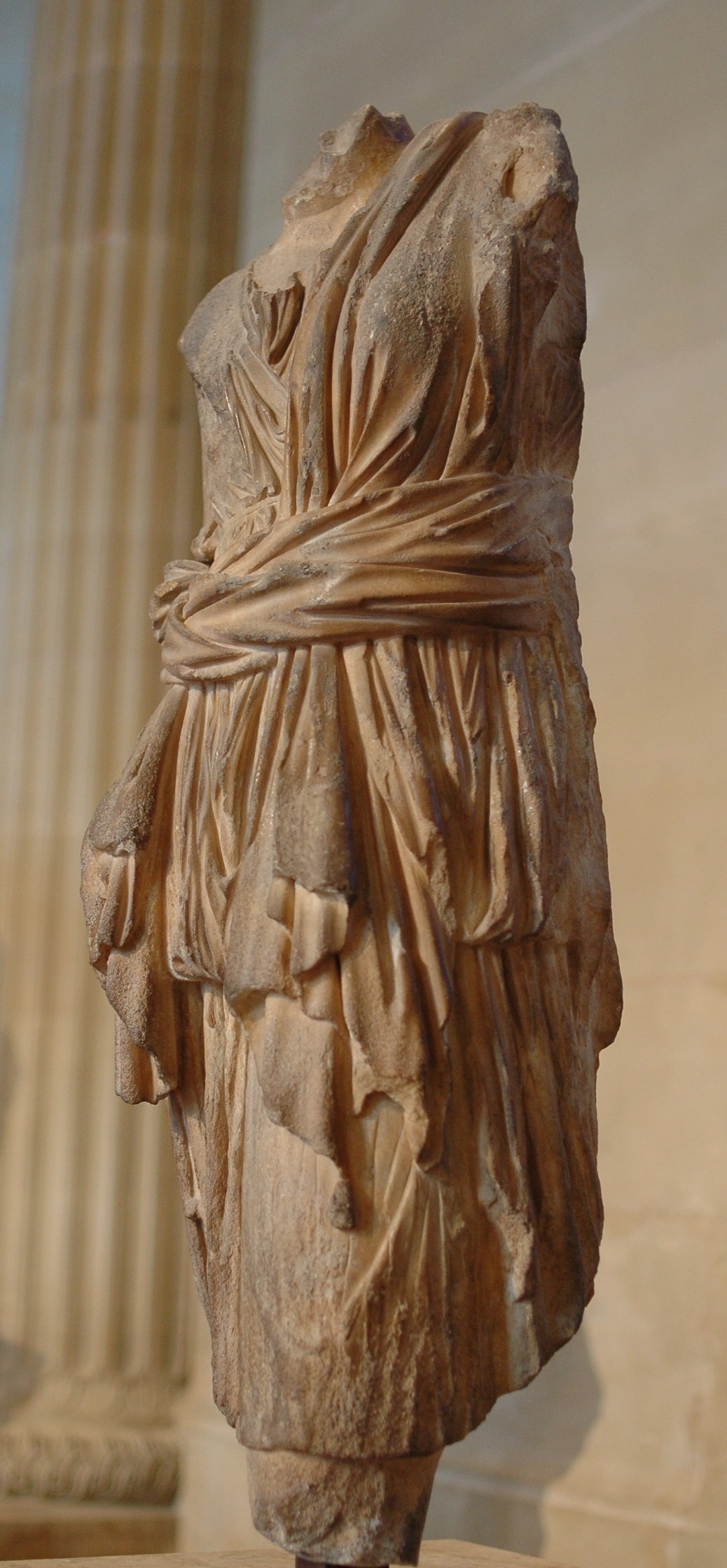
Una scultura greco-romana rappresentante una tunica.

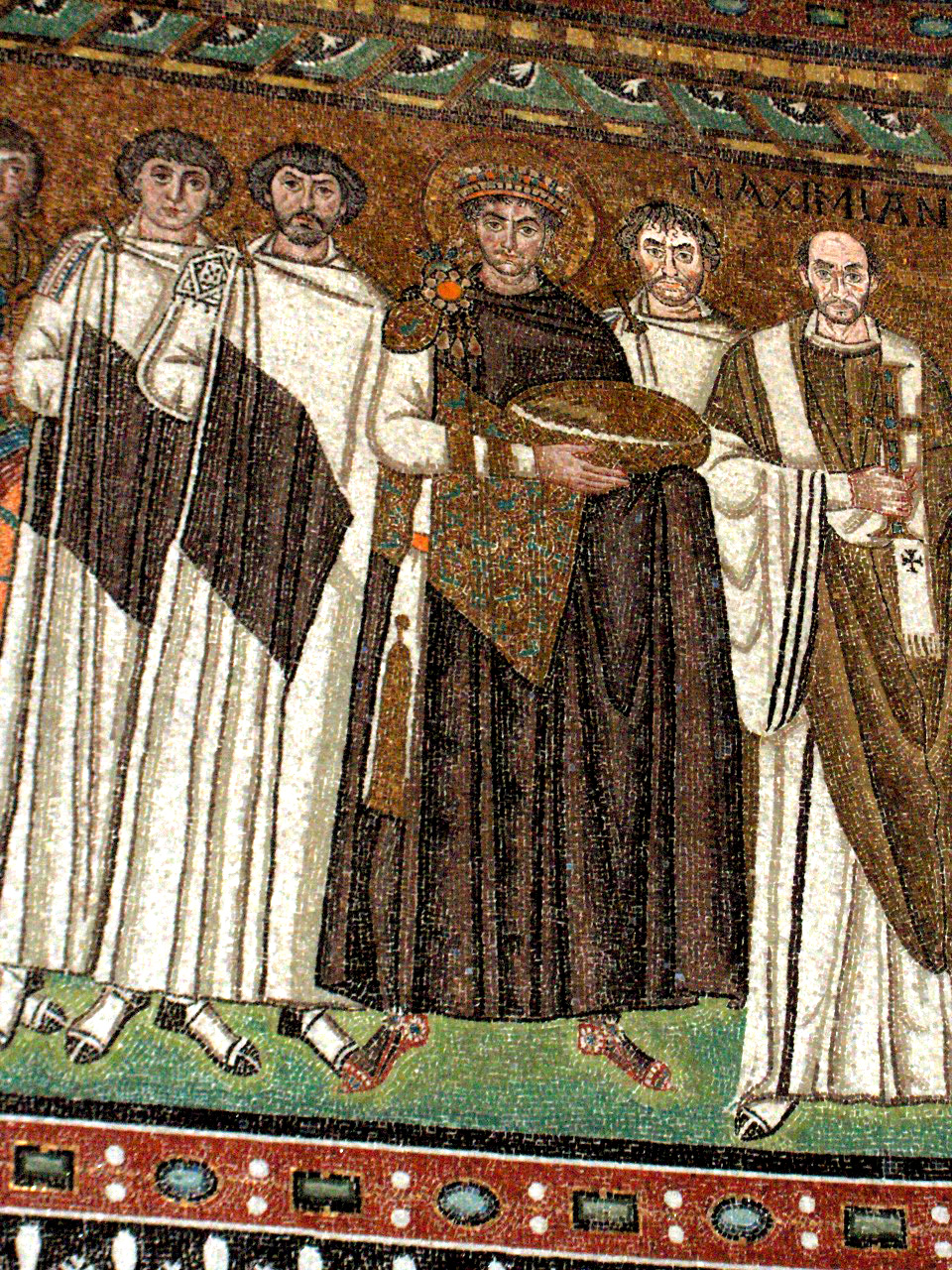
I mosaici della basilica di San Vitale, a Ravenna, mostrano come la corte bizantina si vestiva nel VI secolo, l'Impero Romano d'Oriente era legato alla tradizione della Chiesa.

L'abbigliamento bizantino, ossia il modo di vestirsi in uso nell'impero bizantino, ed in particolare nella sua capitale Costantinopoli, si modificò profondamente e ripetutamente nel corso dei secoli, era l'imperatore bizantino in persona a lanciare la moda del tempo. Nelle fasi iniziali dell'impero era ancora in uso la toga romana ma già al tempo di Giustiniano I (527-565) le classi più elevate avevano già sostituito questa con una tunica (per gli uomini) o con una stola (per le donne) coperte entrambe da un elaborato mantello di broccato. Tardivamente entrò a far parte del costume il turbante, tipico delle popolazioni arabe ed in generale i cappelli furono molto apprezzati. A ciò venne associata anche l'usanza maschile di portare la barba e la rasatura venne considerata una volgare usanza occidentale. Caratteristica comune all'abbigliamento bizantino durante i secoli fu la scelta di colori luminosi e vivaci.

## Mantello
Quando un Imperatore bizantino si alzava in piedi nella tribuna imperiale dell'ippodromo di Costantinopoli (fatto costruire da Costantino I) poteva ammirare un arcobaleno di colori, che erano le vesti dei suoi sudditi. Tuttavia, la porpora era riservata solo per la famiglia imperiale, per sottolineare l'altissimo rango che essi avevano, infatti ottenere il color porpora all'epoca era molto costoso difficilmente un Bizantino se lo sarebbe potuto permettere. La gente comune indossava delle semplici tuniche, ma anche il ceto basso preferiva i colori luminosi, che dominarono sempre la moda bizantina.
Il mantello semicircolare era molto popolare tra i Bizantini, L'Imperatore Giustiniano I portava abitualmente un mantello rotondo per proteggersi dal freddo. Il mantello era solitamente lungo fino alle natiche e continuava con il tablion, che rappresentava la possibilità economica di chi lo indossava, mostrandone il rango anche dal tipo di ricamo, più o meno ricco a seconda della collocazione sociale, e dalla tipologia dei gioielli che vi potevano essere incastonati.
Il mantello imperiale direttamente derivato dalle vesti degli Imperatori romani, nelle rappresentazioni sacre viene fatto indossare anche ai santi, ogni suo elemento era decorato con perle e ricamato con fili d'oro. A volte l'Imperatore indossava un mantello oblungo, era più lungo di un mantello militare, questo non veniva indossato nella corte (anche se ci sono delle eccezioni), ma era bensì destinato quando l'imperatore andava in guerra con il proprio esercito. I mantelli erano appuntati sulla spalla destra con una fibula per facilitare i movimenti.

## Copricapo
Non c'era una grande varietà di copricapi per gli uomini nell'Impero, prima del IX secolo era in uso un berretto frigio, di solito però gli uomini andavano a capo scoperto. Nel XII secolo, il Basileus Andronico I Comneno (1182-1185) portava a volte un cappello color fumo a forma di piramide. Nel 1159 il principe Rinaldo di Châtillon indossò un copricapo di feltro a forma di tiara, con ornamenti d'oro. Nel XII secolo entrò a far parte della moda bizantina un cappello di feltro a larga tesa di origine iberica. Nei territori più a nord dell'Impero (Balcani), venivano usati dei piccoli berretti con o senza bordi di pelliccia. Nel XIII secolo si cominciò ad usare abitualmente il turbante.

## Calzature
Sulle calzature bizantine si hanno poche notizie, e le uniche a noi pervenute sono quelle tramandate grazie all'arte bizantina. I mosaici di Ravenna mostrano che i Bizantini del VI secolo usavano i sandali con dei calzini bianchi. Altri ritratti imperiali mostrano soltanto le punte delle calzature, e quindi non si riesce a coglierne molti dettagli. Nel museo che conserva le insegne imperiali del Sacro Romano Impero si trova un paio di calzature bizantine prodotte a Palermo prima del 1220, si tratta di una calzatura bassa che arrivava solo alla caviglia con dei tagli nella parte alta della tomaia per permettere di calzarla a persone con taglie differenti di piede, questa calzatura è riccamente decorata con perle e gemme che danno un segno di regalità, ci sono anche ricami in oro sui lati e sulla punta della calzatura.
Gli operai avevano dei sandali o erano scalzi, i sandali seguivano il modello romano con le cinghie sopra una suola spessa. I pastori e i contadini utilizzavano alcuni tipi di sandali militari romani. I sandali color porpora erano usati solamente dall'Imperatore, per far riconoscere il suo rango; i calzari blu venivano usati dal Sebastocratore e la calzatura color verde era destinata al Protovestiario.

## Sopraomerale
Il sopraomerale serviva a definire la personalità dell'Imperatore, è difficile da determinare se tutti gli Imperatori bizantini lo avessero portato, tuttavia è una delle parti più conosciute dei vestiti bizantini. Il sopraomerale era in pratica un panno d'oro o di materiale simile, che veniva poi fissato con gemme o con grandi ricami. La decorazione era generalmente divisa in linee verticali che creavano degli scompartimenti nel sopramerale.
I bordi erano decorati con delle perle di vari formati e potevano esserci fino a tre file di perle. C'erano occasionalmente perle di goccia disposte a intervalli per aggiungere ricchezza al sopraomerale. Era raramente in tessuto basso distinguibile dopo che la decorazione fosse applicata. Il sopraomerale avrebbe sopra il collarbone per riguardare una parte della cassa superiore.
Il sopraomerale era inoltre usato anche dall'alto ceto ecclesiastico. La versione degli uomini del pallium era larga e rettangolare. La parte posteriore del pallium era ragionevolmente lunga e tagliata in modo che potesse essere spostato con garbo circa il corpo e la caduta sopra il braccio di sinistra. Ciò è un mantenimento distinto della toga romana. A volte si osserva come se il sopraomerale veniva portato davanti. È impossible da dire se venivano fissati. Il sopraomerale venne portato durante tutta la storia dell'impero bizantino.